# Colobometridae
Colobometridae Clark, 1909 è una famiglia di crinoidi appartenente all'ordine Comatulida.

## Tassonomia
La famiglia Colobometridae comprende 18 generi:
- Alisometra Clark, 1947
- Analcidometra Clark, 1918
- Austrometra Clark, 1916
- Basilometra Clark, 1936
- Cenometra Clark, 1909
- Clarkometra Gislén, 1922
- Colobometra Clark, 1909
- Cotylometra Clark, 1916
- Cyllometra Clark, 1907
- Decametra Clark, 1911
- Embryometra Gislén, 1938
- Epimetra Clark, 1911
- Gislenometra Clark, 1947
- Iconometra Clark, 1929
- Oligometra Clark, 1808
- Oligometrides Clark, 1918
- Petasometra Clark, 1912
- Pontiometra Clark, 1907